# Ініціюючі вибухові речовини
Ініціюючі (первинні) вибухові речовини, Ініціатори — вибухові речовини, що детонують від незначного термального або механічного впливу (вогню або іскор, удару або тертя).
Найвідоміші ініціатори: гримуча ртуть, азид свинцю, тринітрорезорцинат свинцю, бертолетова сіль.
Ініціатори дуже небезпечні при використанні і в чистому стані не підлягають транспортуванню за межі заводу-виготівника. 
Застосовуються для збудження вибухового перетворення інших (вторинних, бризантних) вибухових речовин.
Використовуються в різноманітних засобах висаджування: капсулях-детонаторах, детонуючих шнурах та ін.